# Kvarteret Fanan

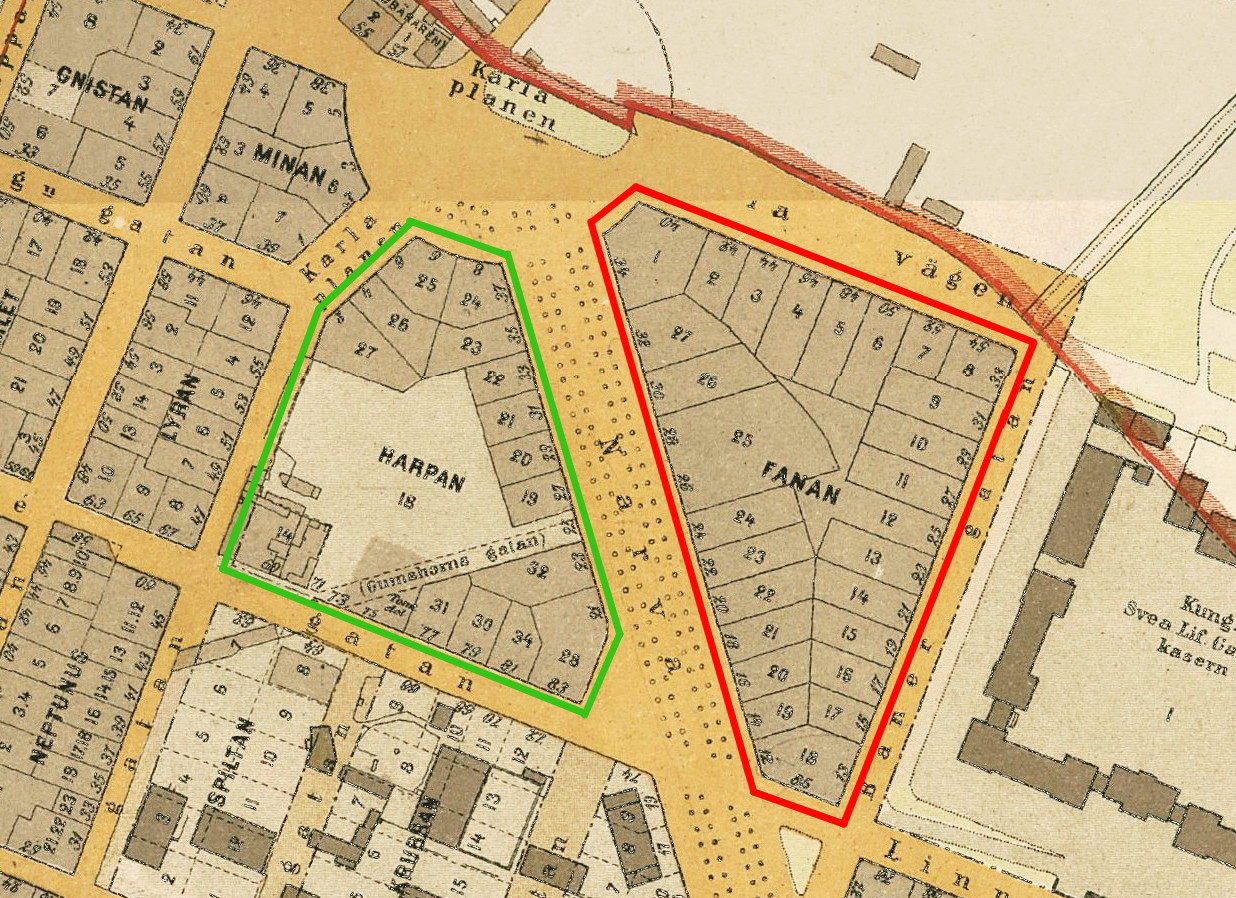
Kvarteren Fanan och Harpan 1909.

Fanan är ett kvartersnamn på Östermalm i Stockholm. Kvarteret som stadsplanerades kring sekelskiftet 1900 har triangulär form och omges av Karlaplan i nordväst, av Karlavägen i nordost, av Banérgatan i sydost, av Linnégatan i söder och av Narvavägen i sydväst. Inom kvarteret finns flera kulturhistoriskt värdefulla byggnader.

## Historik

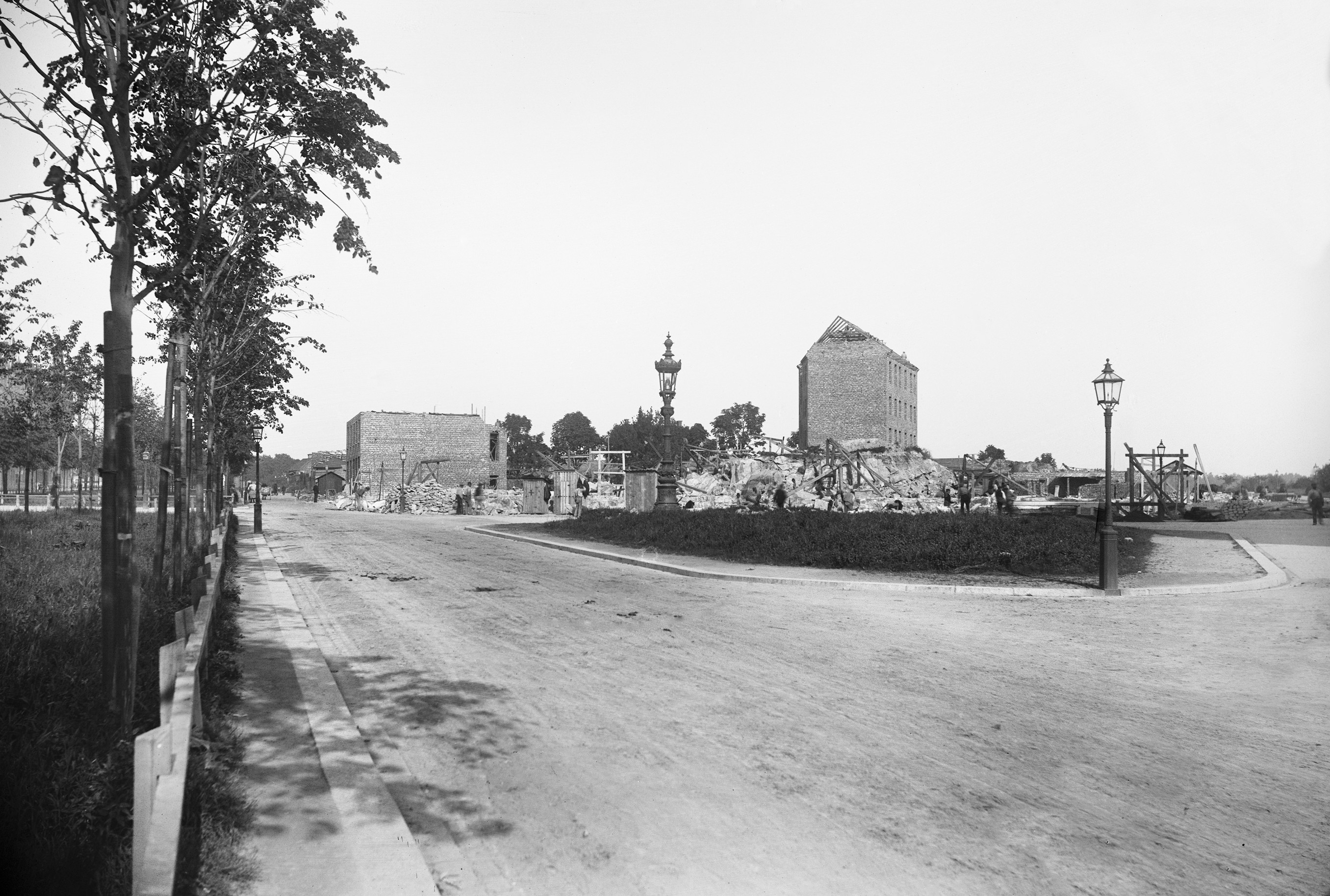
Kvarteret Fanan sett mot norr, 1895.

Fanan är det största av åtta kvarter som ligger kilformat runt Karlaplan. Det tillkom när kvarteren nordost om Karlavägen stadsplanerades mellan 1880 och 1910 med Lindhagenplanen som utgångspunkt. Fanan fick sitt namn i samband med den stora namnrevisionen i Stockholm 1885 och faller under samma kategori fosterländska militärbegrepp som kvarteret Bajonetten och de numera försvunna Trumman och Tältet. 
Strax norr om det blivande kvarteret gick gränsen mellan Ladugårdslandet och Östermalm. Där Fanan nu ligger utvisade Petrus Tillaeus karta från 1733 ett storkvarter vid namn Harpan (nr 48). Harpan finns kvar och avser numera Fanans grannkvarter väster om Narvavägen. Genom området sträckte sig Gumshornsgatan, som hade sitt namn efter värdshuset Gumshornet vilket enligt August Blanche var tillhåll för traktens kogubbar. Det illustrerar att området låg långt utanför staden och kallades även för "det yttersta mörkret". Gumshornsgatan finns fortfarande kvar i kvarteret Harpan dock med en annan sträckning.  
På ett fotografi taget 1895 längs med den nyanlagda Narvavägen mot norr syns kvarteret söderifrån och de första husen under uppförande. August Strindberg bodde 1899–1901 i Fanan 9 (Banérgatan 31) och mellan 1901 och 1908 i Fanan 1 (Karlaplan 10). Där skrev han bland annat romanen Svarta fanor som står signifikativt för kvarteret Fanan.

## Bebyggelse
Fanan planerades som ett stort kvarter med ursprungligen 27 fastigheter. 

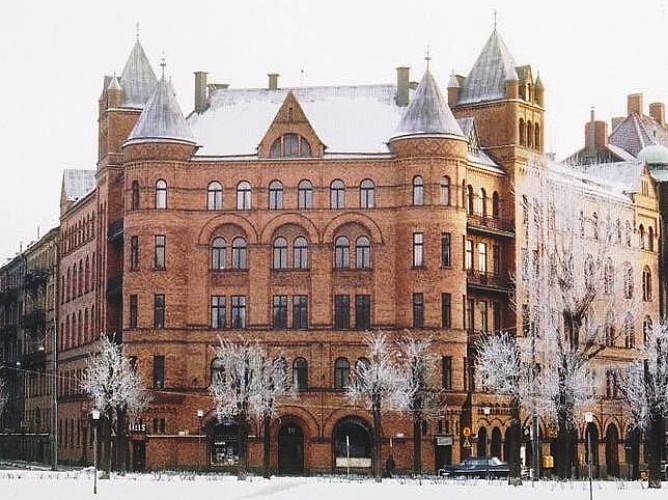
Ursprungliga Strindbergshuset i Fanan 1, uppfört 1896 rivet 1969.

- Längst i norr på Fanan 1 (Karlaplan 10) uppfördes kvarterets första hus som stod färdigt 1896, ritat av arkitekterna Ludvig Pettersson och Ture Stenberg. Byggnaden blev känd som Strindbergshuset efter August Strindberg som bodde här mellan 1901 och 1908. Huset revs 1969 efter omfattande protester och en nästan decennielång debatt. Nuvarande huset stod klart 1971, byggt efter den dansk-svenske arkitekten Hack Kampmanns ritningar. Nya fastighetsbeteckningen är Fanan 32.[2]
- Största fastigheten i kvarteret är Fanan 25 (Narvavägen 26-28) som bebyggdes med kvarterets minsta hus: Bromska palatset. Det lilla privatpalatset uppfördes för konsul Gustaf Emil Broms 1898–1900 enligt arkitekterna Erik Lallerstedts och Ludwig Petersons ritningar. Sedan 1921 ägs fastigheten av den franska staten och används idag som den franske ambassadörens residens. Fastigheten är blåmärkt av Stadsmuseet i Stockholm vilket innebär "att bebyggelsen bedöms ha synnerligen höga kulturhistoriska värden".[3]
- Granne till Bromska palatset i norr är också blåmärkt av Stadsmuseet och kallas Bocanderska husen byggda på fastigheterna Fanan 26 och 27 (Narvavägen 30-32). Byggnadskomplexet uppfördes 1905-1908 och gestaltades i  jugendstil efter ritningar av arkitektkontoret Hagström & Ekman för grosshandlaren Per S. Bocander. Fanan 26/27 var den sista tomten som bebyggdes vid den nyanlagda Narvavägen.[4]
- Längst i söder märks Fanan 18 (Narvavägen 12, Banérgatan 13, Linnégatan 85) som byggdes 1961-1963 efter ritningar av arkitekt Sture Frölén. Fanan 18 är ett stort kontorskomplex som på 1960-talet ersatte ett bostadshus från 1890-talet, ritat Pettersson och Stenberg.[5]
- Övriga byggnader i kvarteret domineras av  bostadshus byggda på 1890-talet. De flesta är kulturhistoriskt värdefulla och grönmärkta av Stadsmuseet, och bedöms vara "särskilt värdefulla från historisk, kulturhistorisk, miljömässig eller konstnärlig synpunkt".

### Bilder (byggnader i urval)

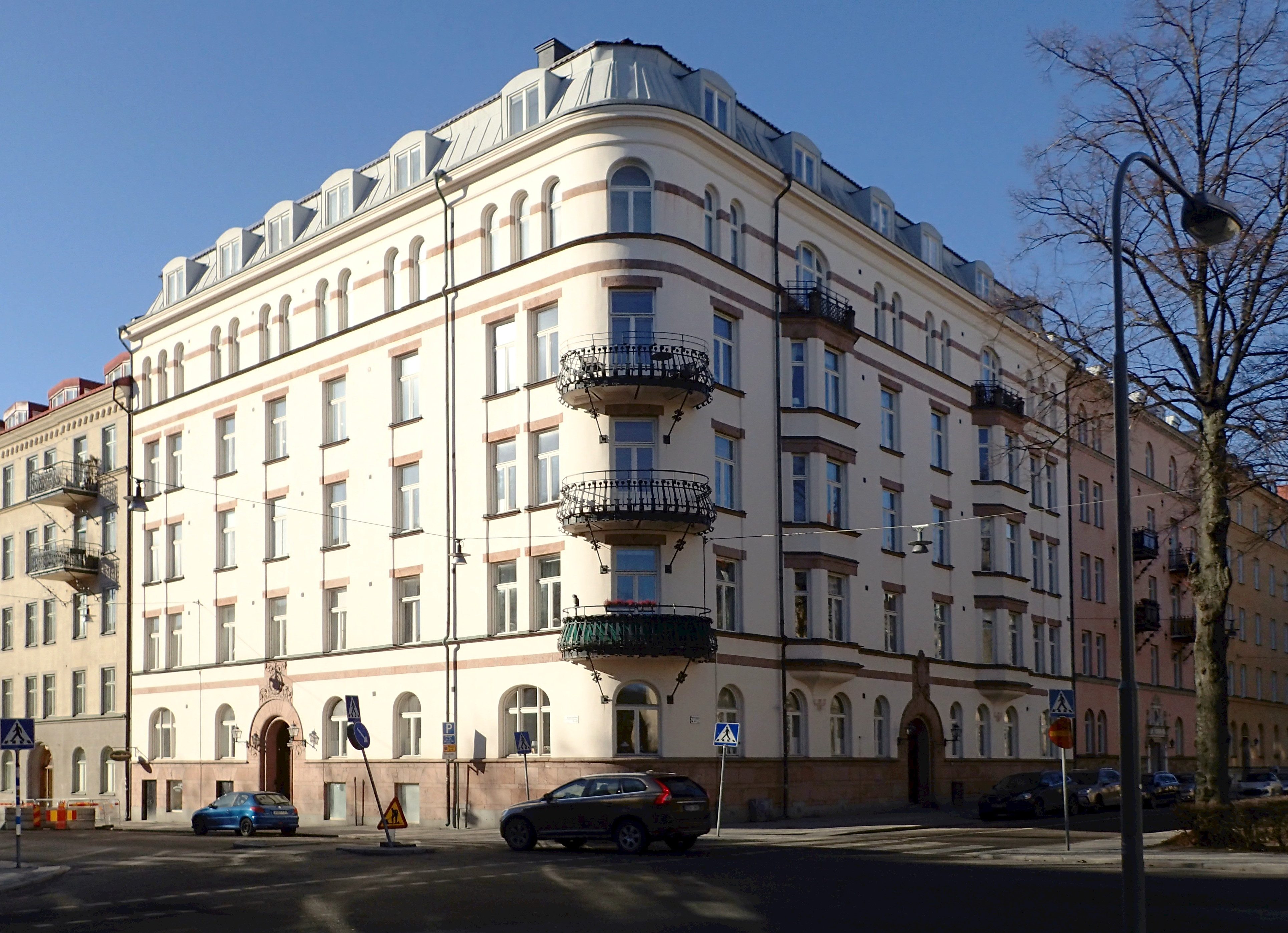
Fanan 8 ligger i hörnet Banérgatan 33 / Karlavägen 94.
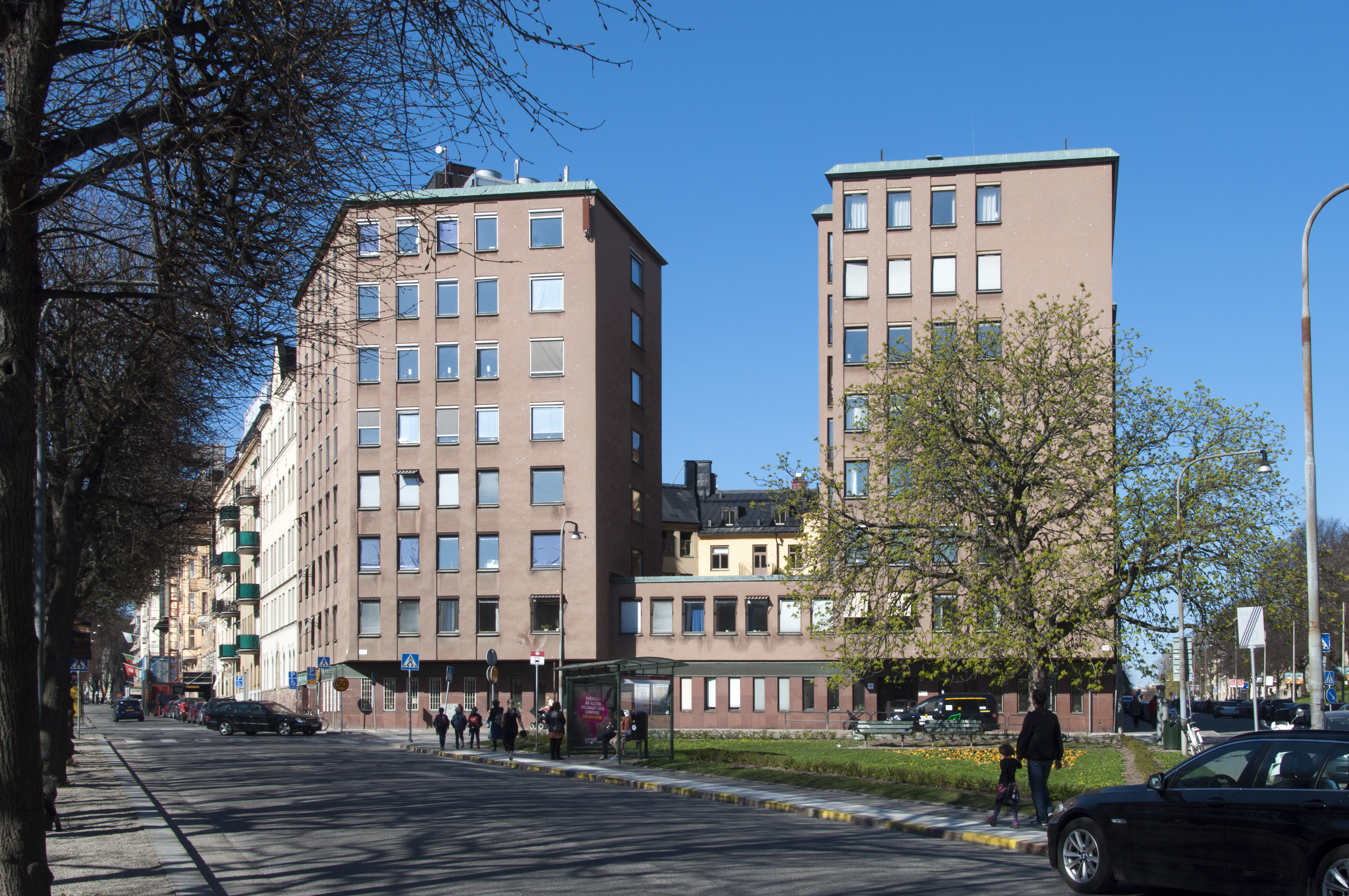
Fanan 18 avslutar kvarteret i söder. Linnégatan 85.
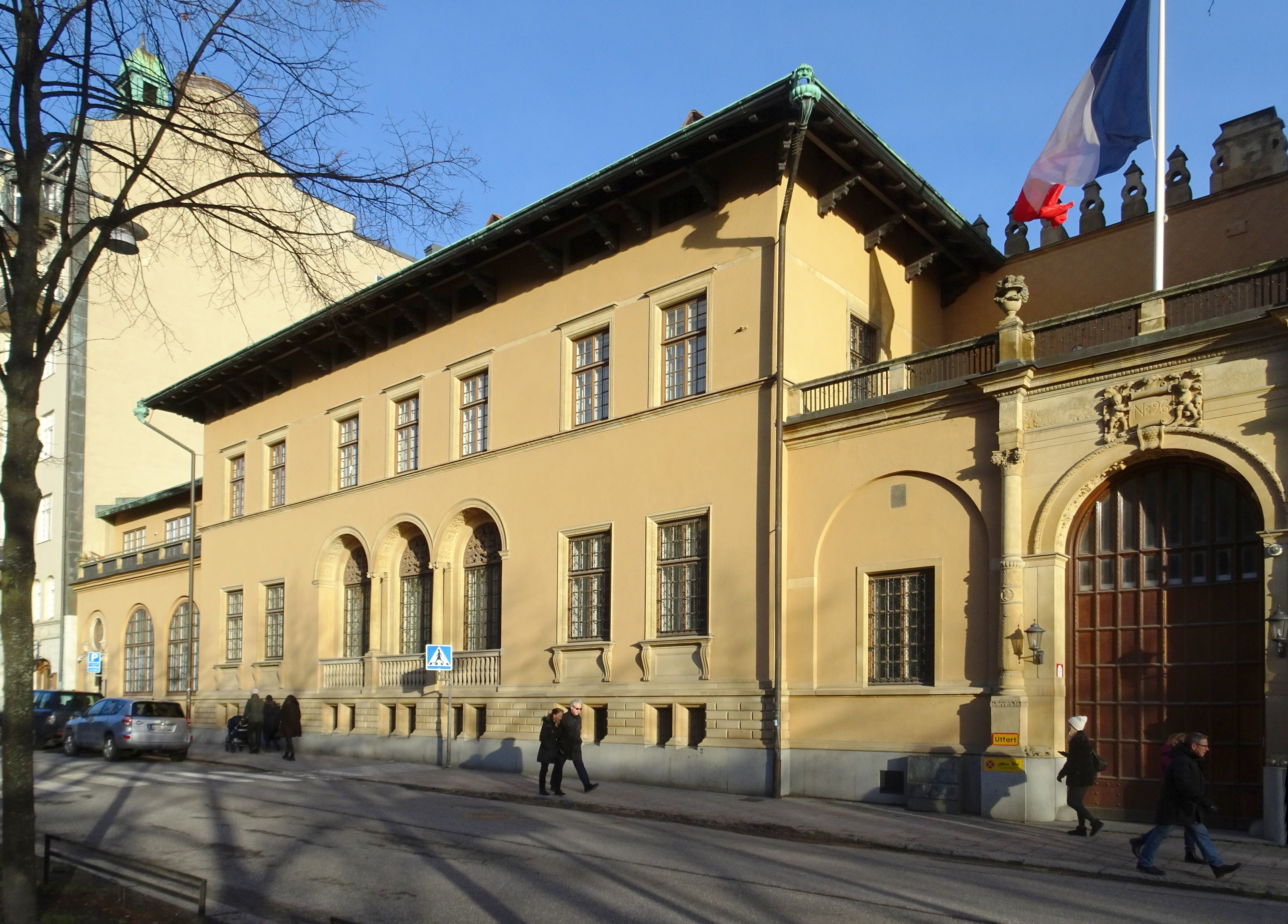
Fanan 25: Bromska palatset. Narvavägen 26-28.
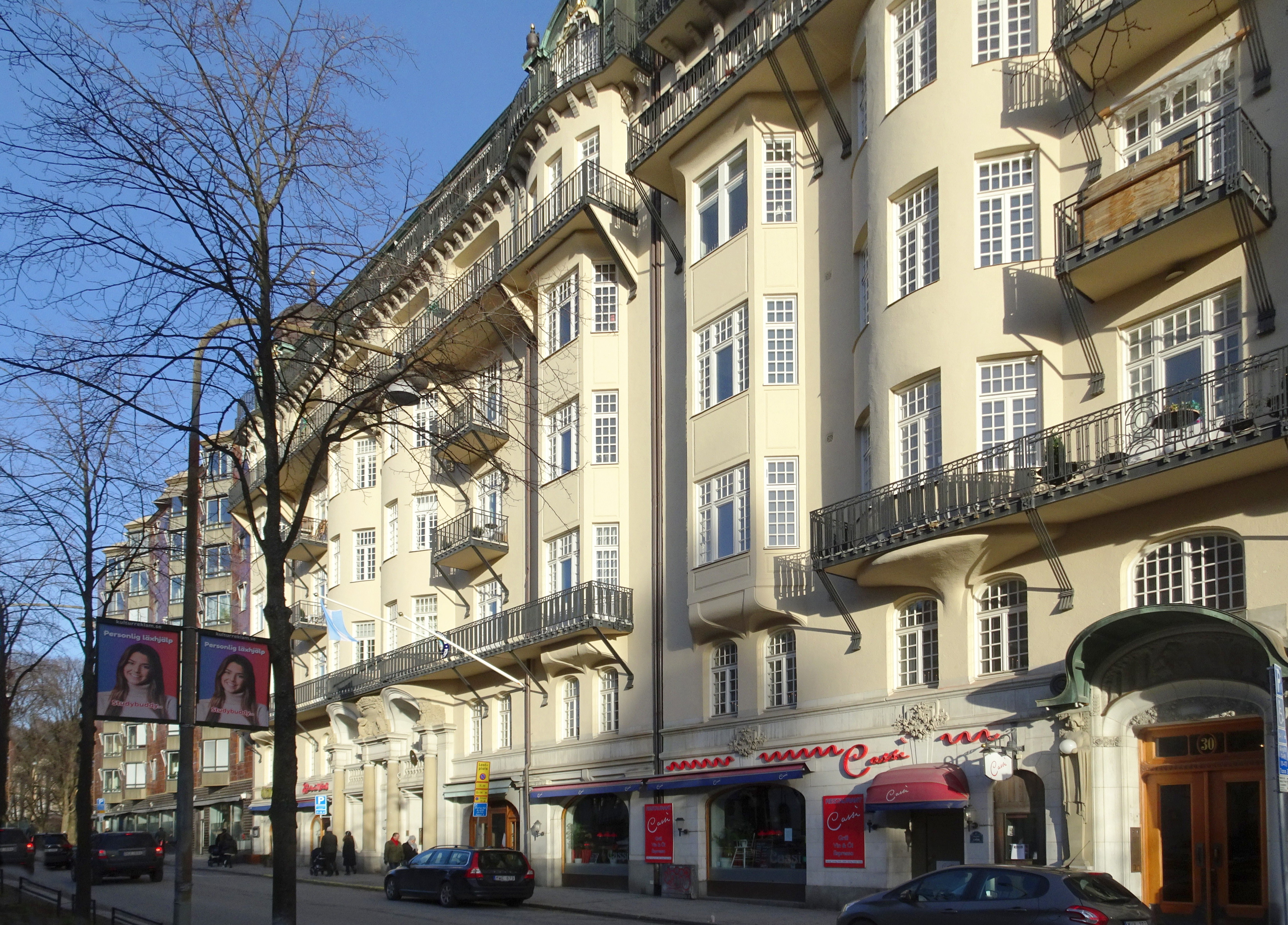
Fanan: 26/27: Bocanderska husen. Narvavägen 30-32.
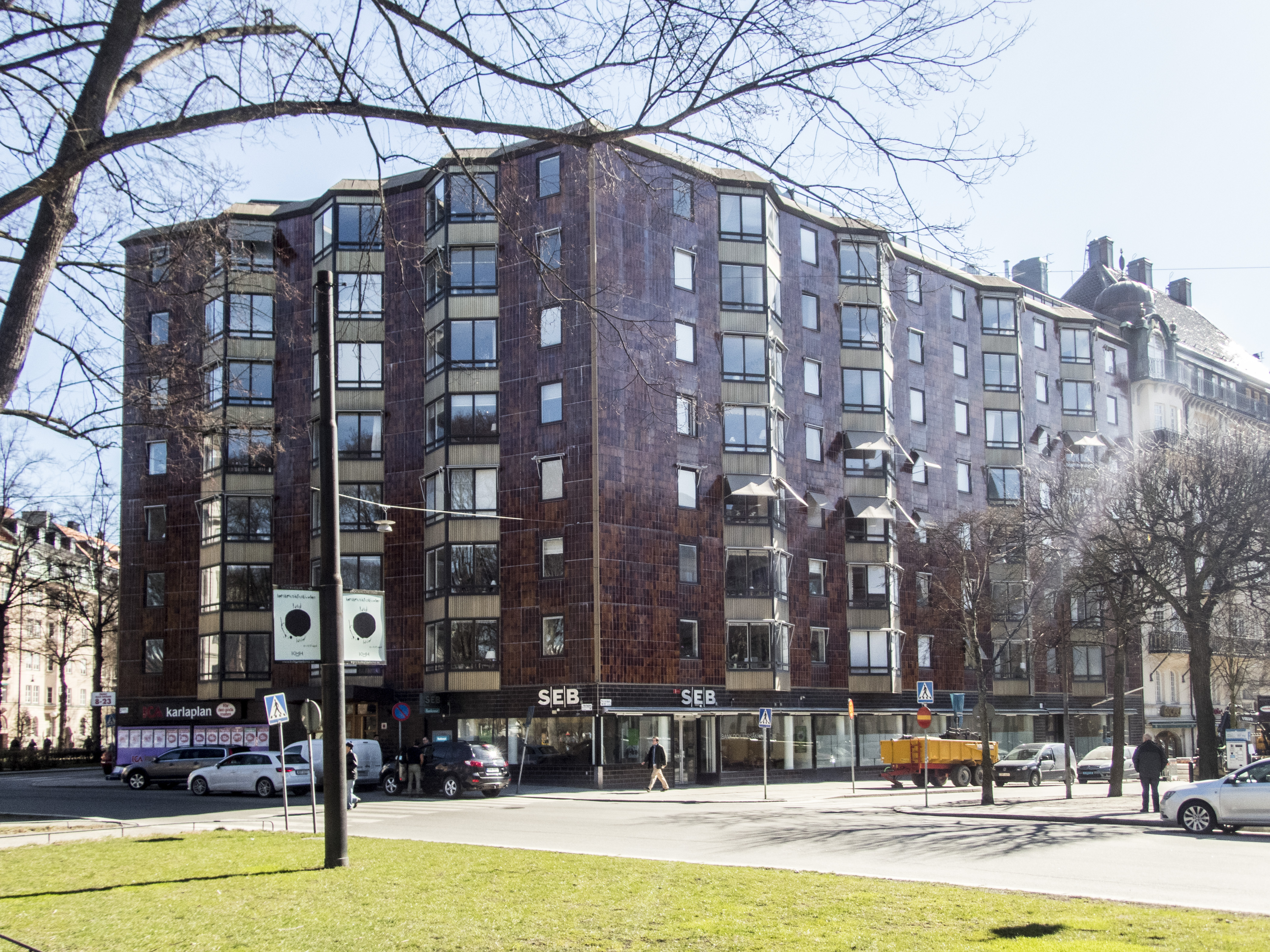
Fanan 32: "Nya Strindbergshuset". Karlaplan 10.